# Honi soit qui mal y pense

El lema aparece en un dibujo de la liga, que rodea el escudo propiamente dicho en las armas del Reino Unido.

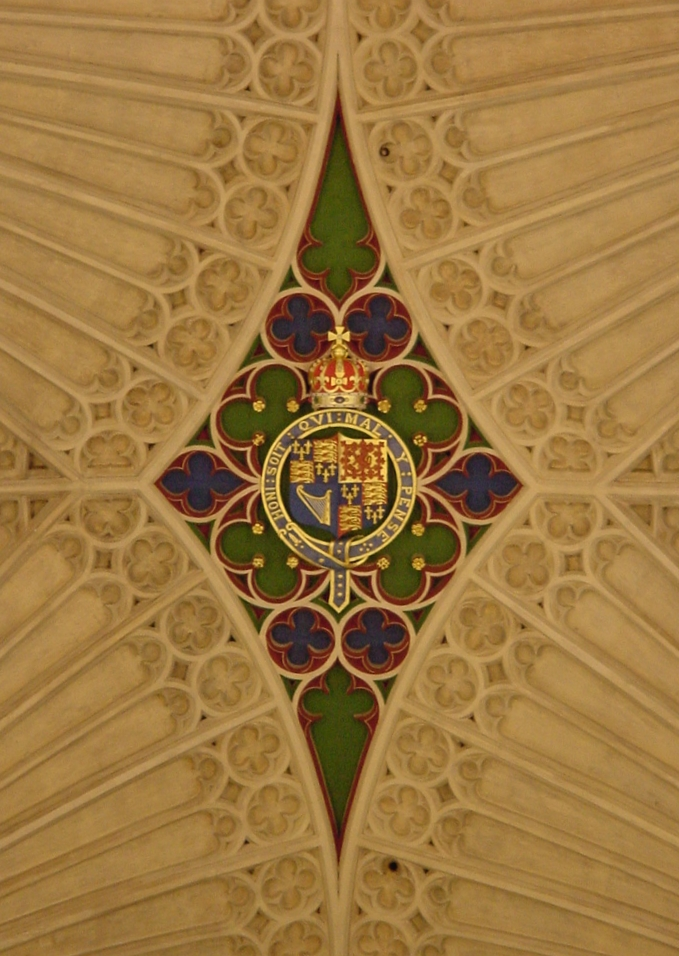
El lema aparece en otro escudo heráldico en el cielorraso de la abadía de Bath.

"Honi soit qui mal y pense" (en ocasiones escrito como "Honi soit quy mal y pense", "Hony soyt que mal y pense", "Hony soyt ke mal y pense", "Hony soyt qui mal pence" y varias otras formas) es el lema de la Orden de la Jarretera, inglesa. En francés moderno, la frase correcta es "Honni soit qui mal y pense" (la conjugación moderna del verbo honnir es honni). Este lema también aparece escrito al final del manuscrito Sir Gawain y el Caballero Verde, aunque es posible que haya sido agregada posteriormente. Su traducción literal del francés antiguo es "Que la vergüenza caiga sobre aquel que piense mal de ello", a pesar de que a veces es reinterpretada como "Que el mal caiga sobre aquel que piense mal".

## Historia
Según la tradición, esta frase fue pronunciada por el rey Eduardo III de Inglaterra, cuando bailando con la Condesa de Salisbury la liga o jarretera de la condesa se le deslizó hasta el tobillo, ante lo cual, para humillación de la noble, aquellos que la rodeaban sonrieron, pensando que la causa del deslizarse de la liga habían sido manoseos del rey aprovechando la danza. En un acto de caballerosidad Eduardo, recogiendo la liga del suelo, se la colocó alrededor de su propia pierna proclamando «Honi soit qui mal y pense», frase que posteriormente se convirtió en el lema de la Orden de la Jarretera, inspirada en los caballeros de la mesa redonda.

## Traducción
Puede ser interpretada como 'Mal haya quien mal piense', 'Es un atrevido el que tiene un pensamiento sucio de esto', o 'Debería avergonzarse, aquel que sospeche una motivación ilícita'. Actualmente es también utilizada  para expresar un sentimiento ligeramente irónico sobre ciertos eventos o frases que parecen estar relacionados, aunque no en forma explícita. Por ejemplo una historia que contiene un doble sentido, en la cual el relator 'previene' en contra de la interpretación maliciosa. 
Puede también ser utilizada para indicar, mediante una negativa irónica, la relación existente entre ciertos hechos. Por ejemplo, si un político fuera a proclamar el beneficio para la nación de un programa de gobierno – que aporta inversiones cuantiosas a una región particular, que resulta ser la región de donde proviene el político: uno sería un 'mal pensado' si creyera que existió alguna otra motivación además del 'beneficio nacional'.

## Usos en la cultura
La frase también fue citada por el juez Goodwill Banner a Roy Hobbs cerca del final de  "The Natural."
Miguel de Unamuno usa la locución al final de su primer ensayo en Del sentimiento trágico de la vida
En la serie Los Tudor, la cita es usada por Thomas Howard, Duque de Norfolk.
La frase también forma parte del corolario oval superior, leído desde el extremo inferior izquierdo, en sentido horario, del escudo de la Beca Chevening, concedida por el Reino Unido anualmente.

## Uso en heráldica
El lema de la orden está impreso en un dibujo de la liga, que rodea el escudo, en el Escudo real del Reino Unido, mientras que en un pergamino al pie del escudo se lee, Dieu et mon droit. Varios regimientos del ejército Británico también usan el lema de la Orden de la Jarretera, incluidos los Guardias Granaderos, el Real Regimiento de Fusileros, el Regimiento Real del Príncipe de Gales y los Guardianes de la Vida. Los Canadian Grenadier Guards, El Regimiento Real de Canadá, y The Royal Montreal Regiment también lo utilizan como lema.